# Département Centre
Centre ist ein Departement im Osten von Haiti. Es grenzt im Osten an die Dominikanische Republik, umfasst eine Fläche von 3487 km² und hat rund 746.000 Einwohner (Stand 2015). Hauptstadt ist Hinche mit 37.370 Einwohnern (Stand 2015).

## Bevölkerungsentwicklung
| Jahr         | Einwohnerzahl |
| ------------ | ------------- |
| Volksz. 1971 | 264.910       |
| Volksz. 1982 | 361.470       |
| Volksz. 2003 | 581.505       |
| Schätz. 2015 | 746.236       |

## Arrondissements
Das Departement gliedert sich in vier Arrondissemente:
- Cerca-la-Source
- Hinche
- Lascahobas
- Mirebalais

## Gemeinden
- Belladère
- Cerca Carvajal
- Cerca-la-Source
- Hinche
- Lascahobas
- Maïssade
- Mirebalais
- Saut-d’Eau
- Savanette
- Thomassique
- Thomonde